# برلاس

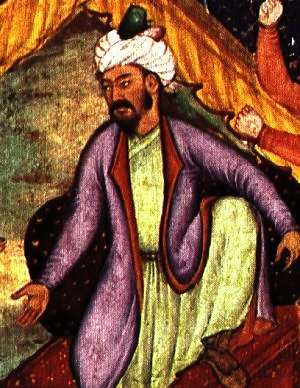
بابر، بنیانگذار امپراتوری گورکانی

بَرلاس (ترکی جغتایی: Barlās) یک اتحادیه کوچ‌رو از مردمان تُرک یا ترکی-مغولی در آسیای مرکزی و مهم‌ترین ایل تیموریان بودند که بیش‌تر بر آسیای مرکزی، ایران و آسیای جنوبی حکومت می‌کردند.
براساس تاریخ سری مغولان، برلاس نسب مشترکی با بورجیگین و بقیهٔ طایفه‌های مغول داشت. نسب طایفهٔ برلاس به قارچار برلاس، رئیس یکی از هنگ‌های جغتای خان می‌رسد. تاریخ سری مغولان -یک حماسه قرن سیزدهم میلادی که در دوران فرمانروایی اوگتای خان نوشته شده است، می‌گوید قارچار برلاس از نوادگان جنگجوی افسانه‌ای مغول بود.
به‌دلیل تماس‌های گسترده با جمعیت بومی در آسیای مرکزی این ایل نه تنها دین اسلام را پذیرفتند بلکه زبان جغتایی را که یک زبان ترکی از شاخهٔ قَرلُق بود، نیز پذیرفتند.بعدها این زبان به ازبکی مدرن تبدیل شد.
تیمور، بنیان‌گذار امپراتوری تیموری، در یک خانوادهٔ اشرافی از طایفهٔ برلاس زاده شد و یکی از نوادگانش، ظهیرالدین محمد بابر، بعدها امپراتوری گورکانی را بنیاد نهاد.